# 5951 Alicemonet
Az 5951 Alicemonet (ideiglenes jelöléssel 1986 TZ1) a Naprendszer kisbolygóövében található aszteroida. Edward L. G. Bowell fedezte fel 1986. október 7-én.